# Kostel svatého Jana Křtitele (Slavonice)
Kostel svatého Jana Křtitele ve Slavonicích je k bohoslužbám již neužívaný římskokatolický kostel zasvěcený sv. Janu Křtiteli. Je chráněn jako kulturní památka.

## Historie
Současný kostel pochází pravděpodobně ze 14. století, kdy byl vystavěn na místě, kde měl stávat kostel starší. V 15. století byl kolem kostela zřízen špitál. Po husitských válkách byl chrám přestavěn. Roku 1582 byly na stěnách kostela vytvořena renesanční sgrafita. Ta přečkala dva požáry kostela, v letech 1620 a 1845, a roku 1927 byla restaurována. Po druhém požáru zde špitál zanikl. Původně se kolem chrámu nacházel také hřbitov. Roku 1995 prošel kostel rekonstrukcí a od té doby je využíván na občasné kulturní akce.

## Vybavení
Mimo hlavního oltáře se v kostele nacházejí také dva boční oltáře. K dalšímu vybavení zde patří také dřevěné lavice.

## Exteriér
Kostel stojí v předměstí a je obklopen rodinnými domy. Před vstupem do chrámu je umístěn (též památkově chráněný) kamenný kříž z roku 1823.

## Galerie

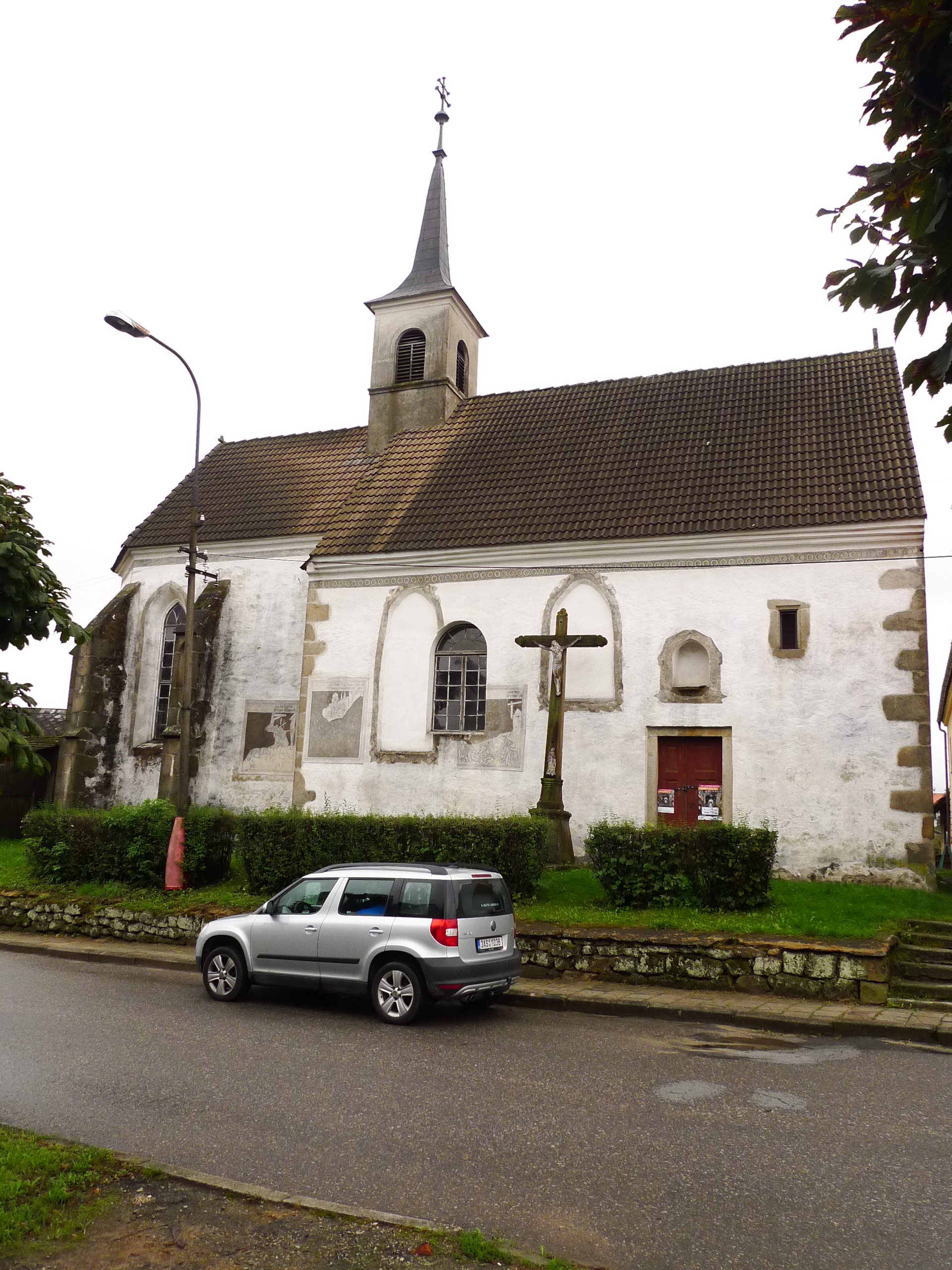
Pohled na kostel
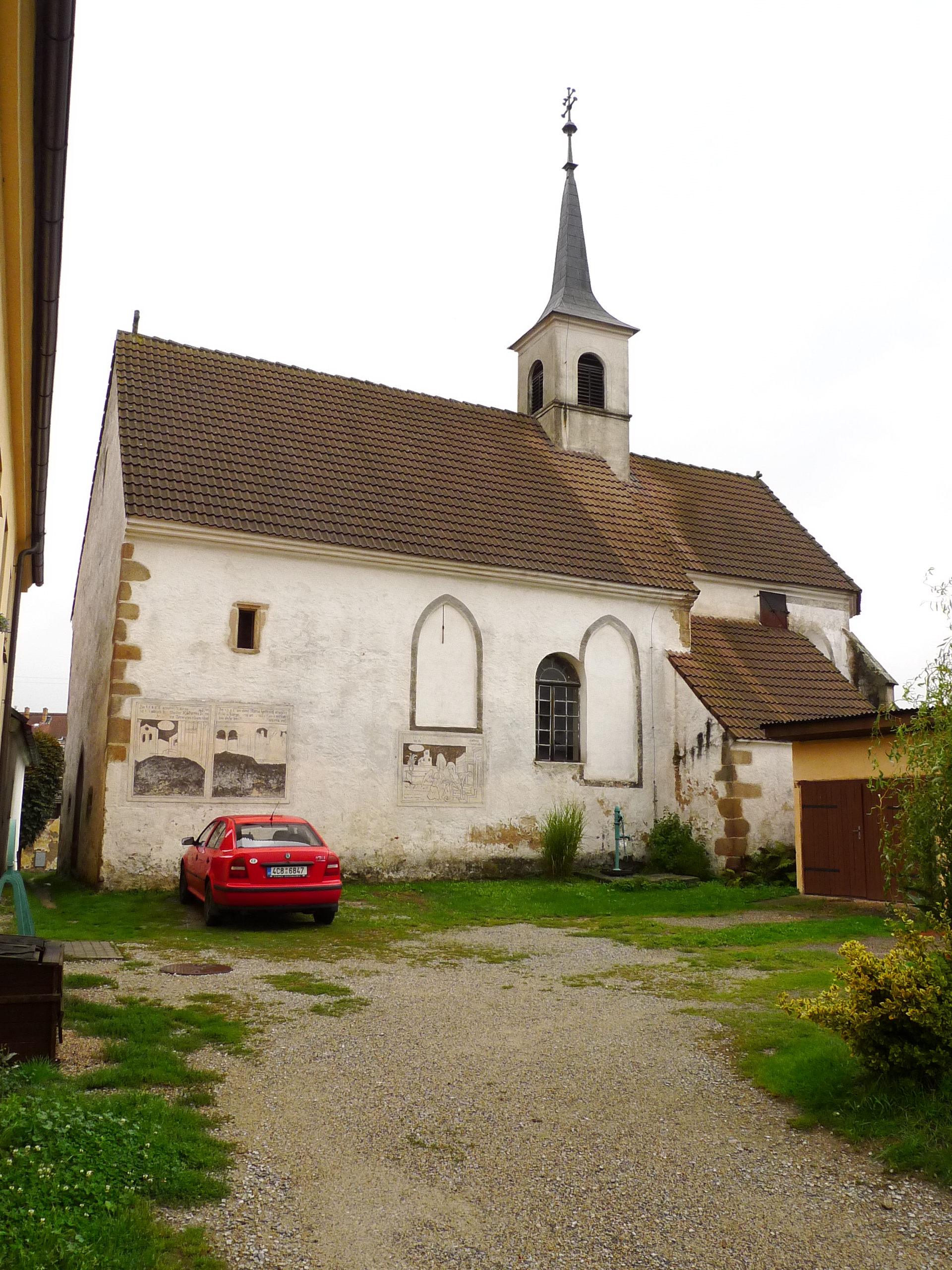
Pohled na kostel
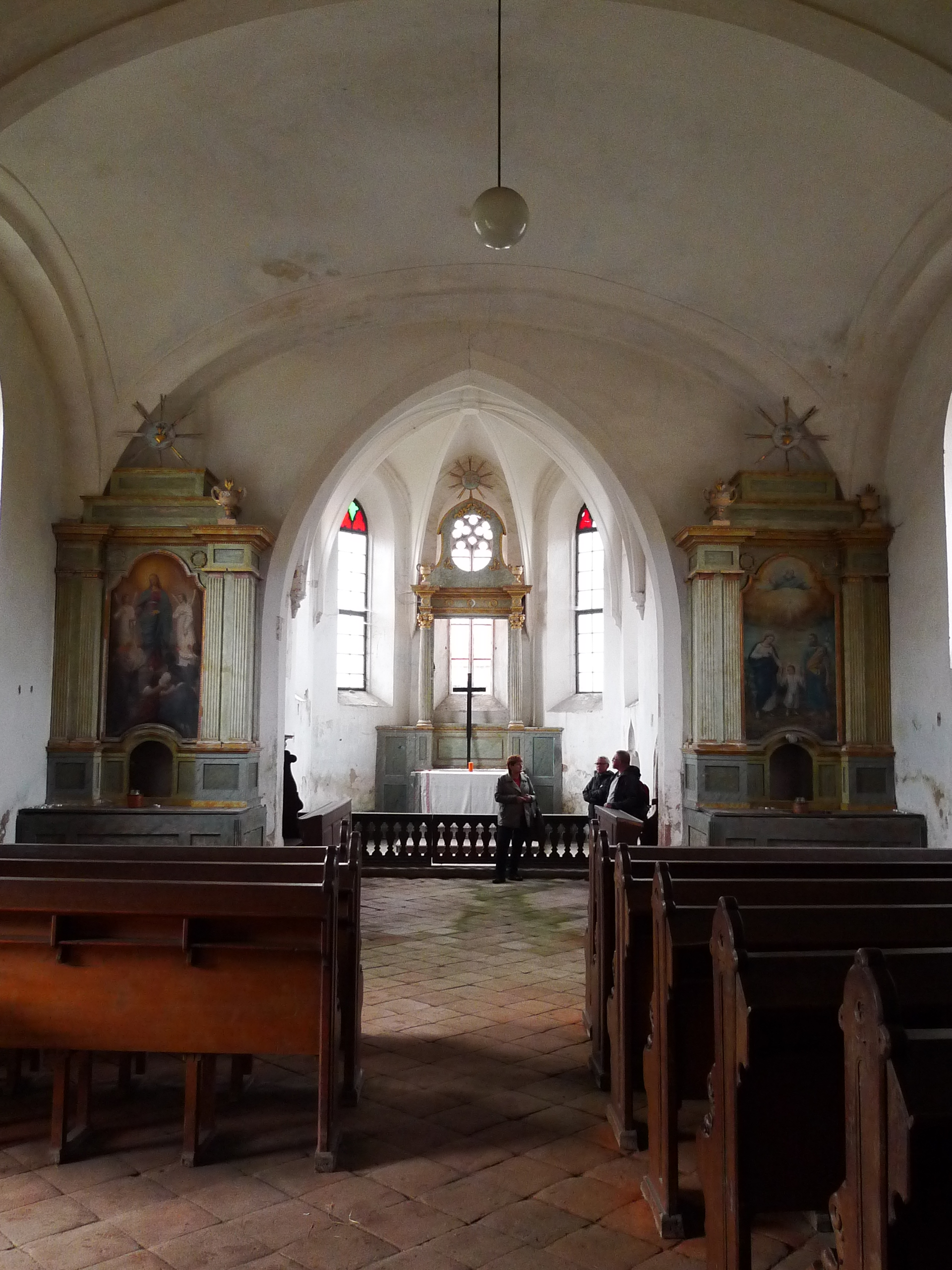
Interiér kostela
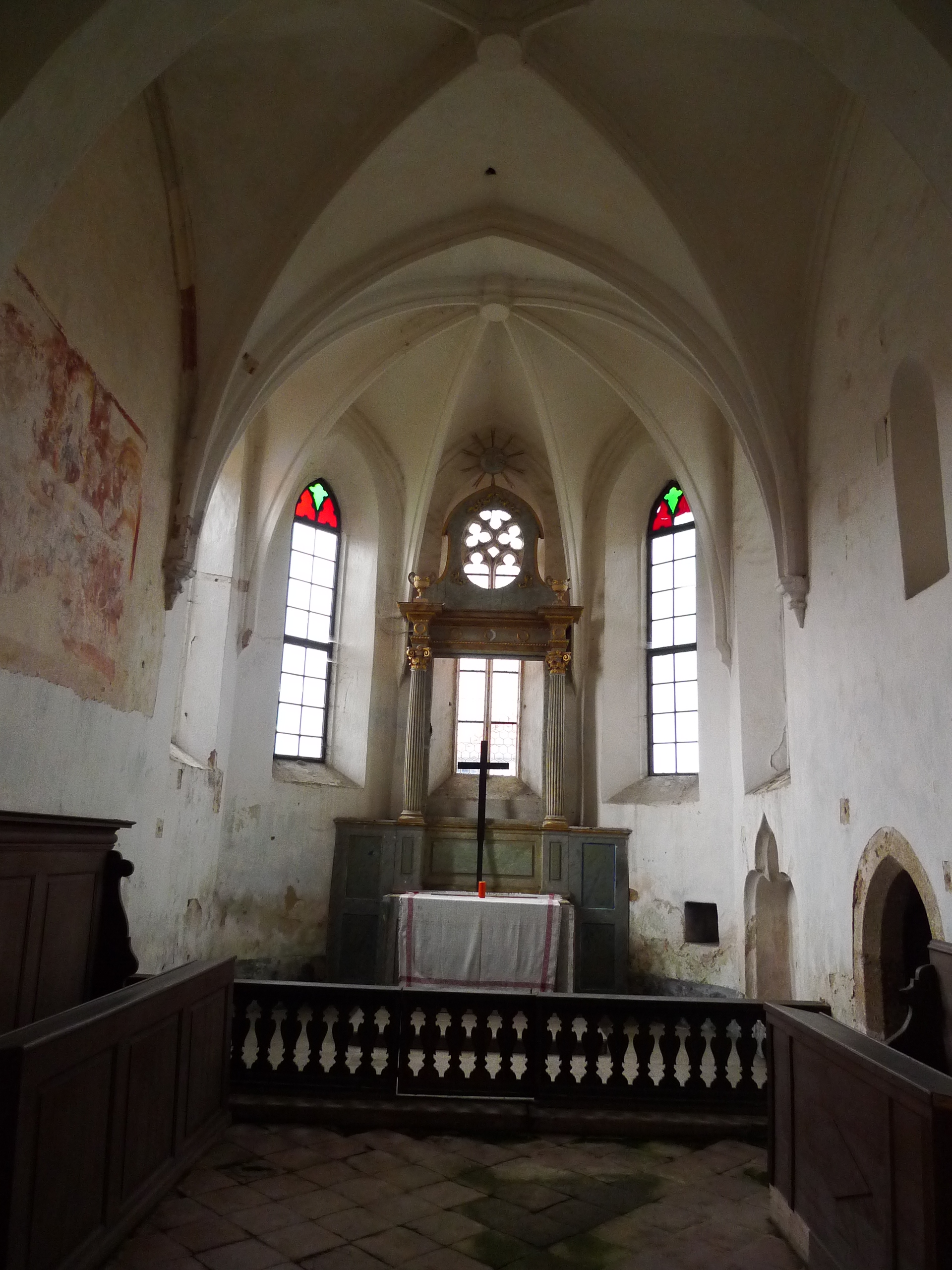
Hlavní oltář
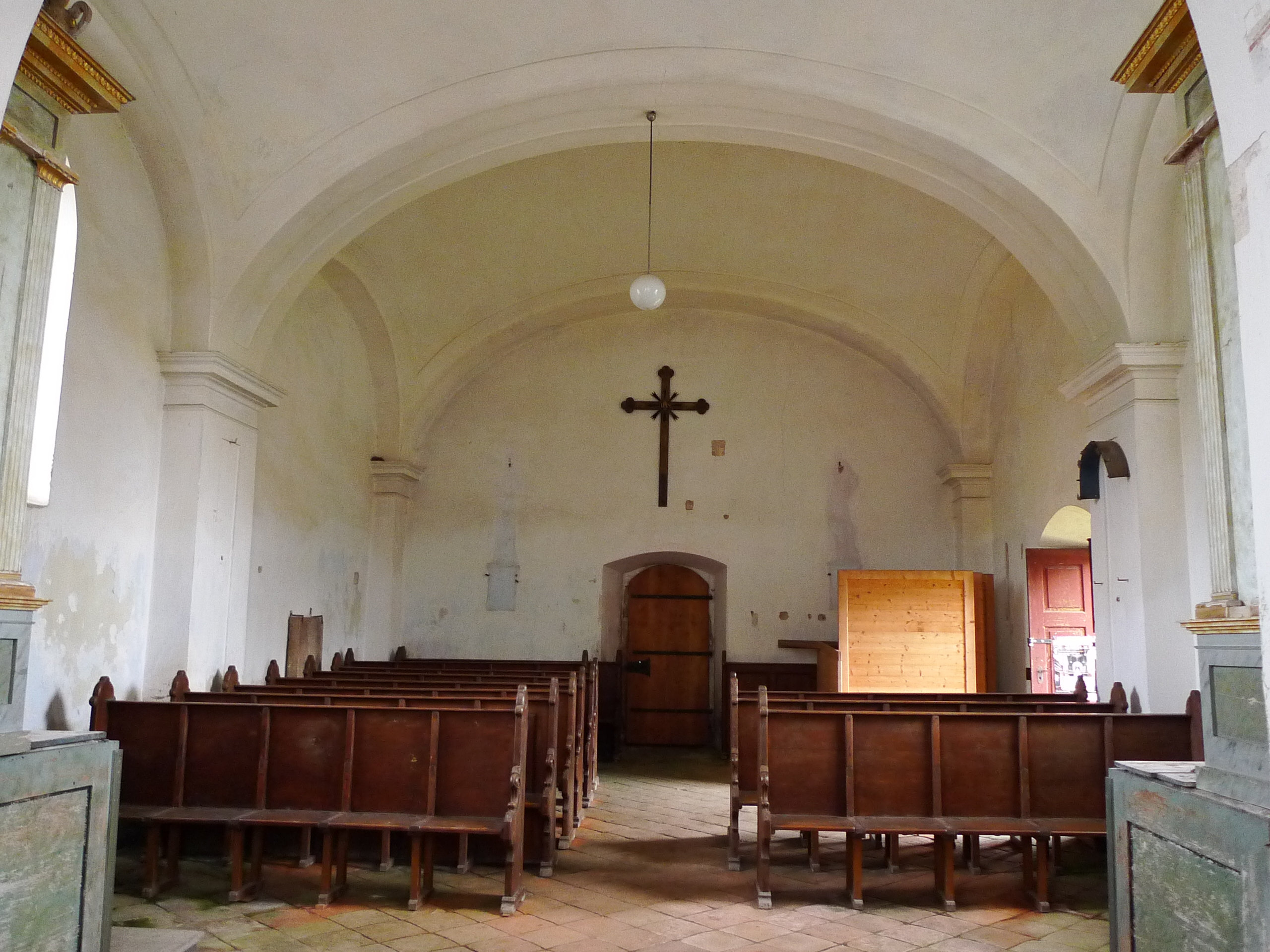
Lavice
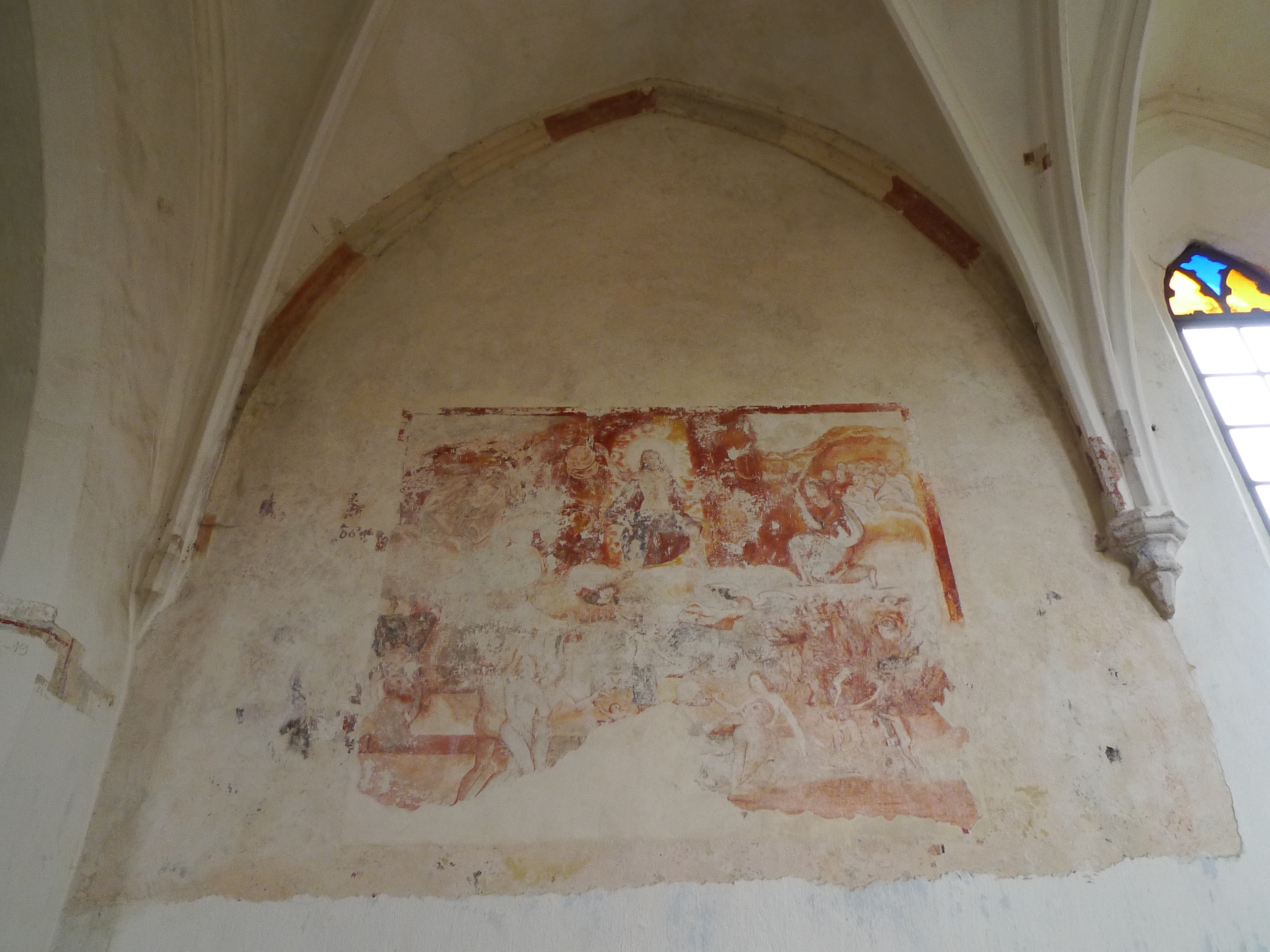
Malba nad chórovou lavicí